# Flughafen Jersey

i7
i11
i13

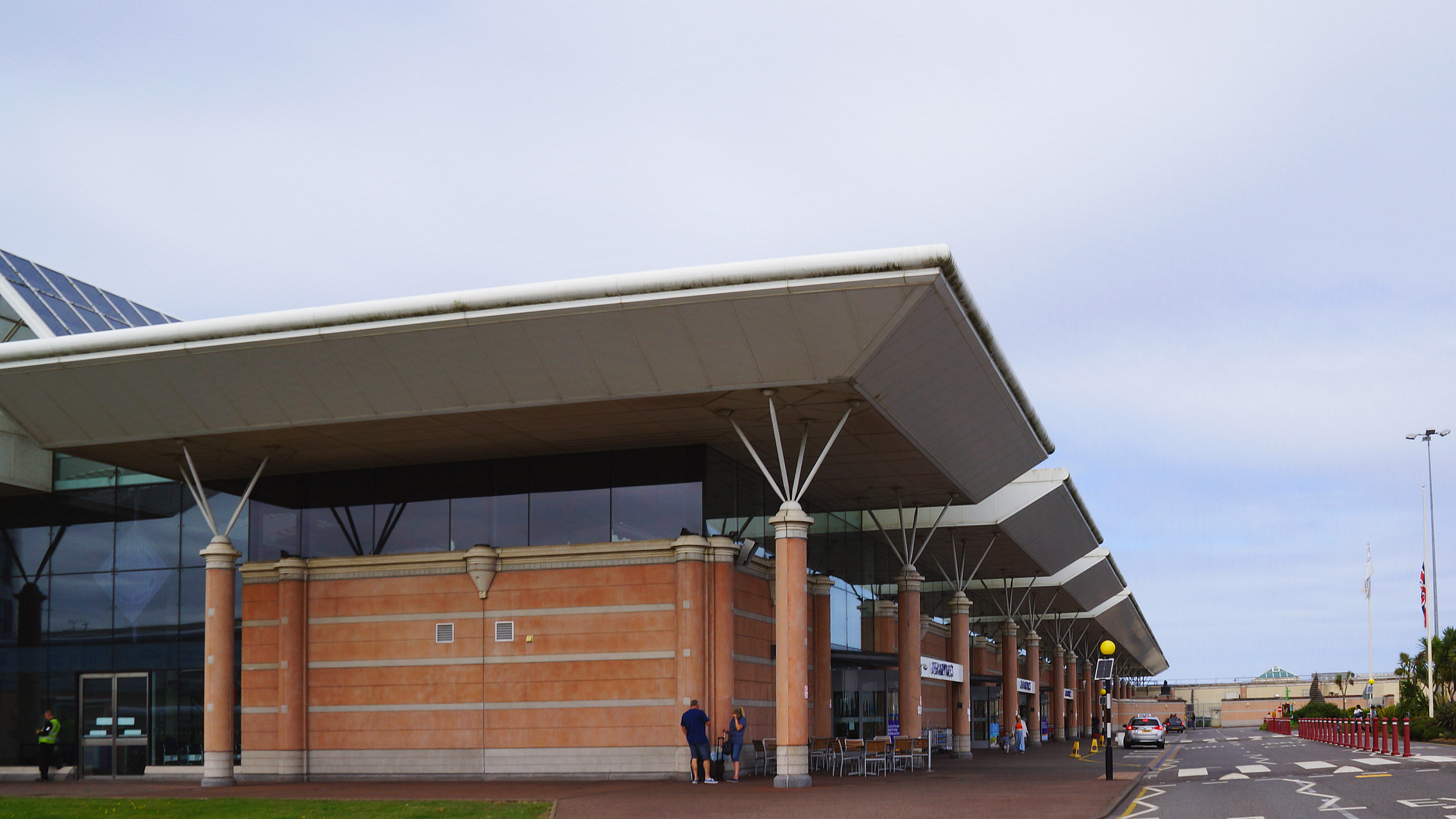
Das Terminal Jersey Airport (2017)

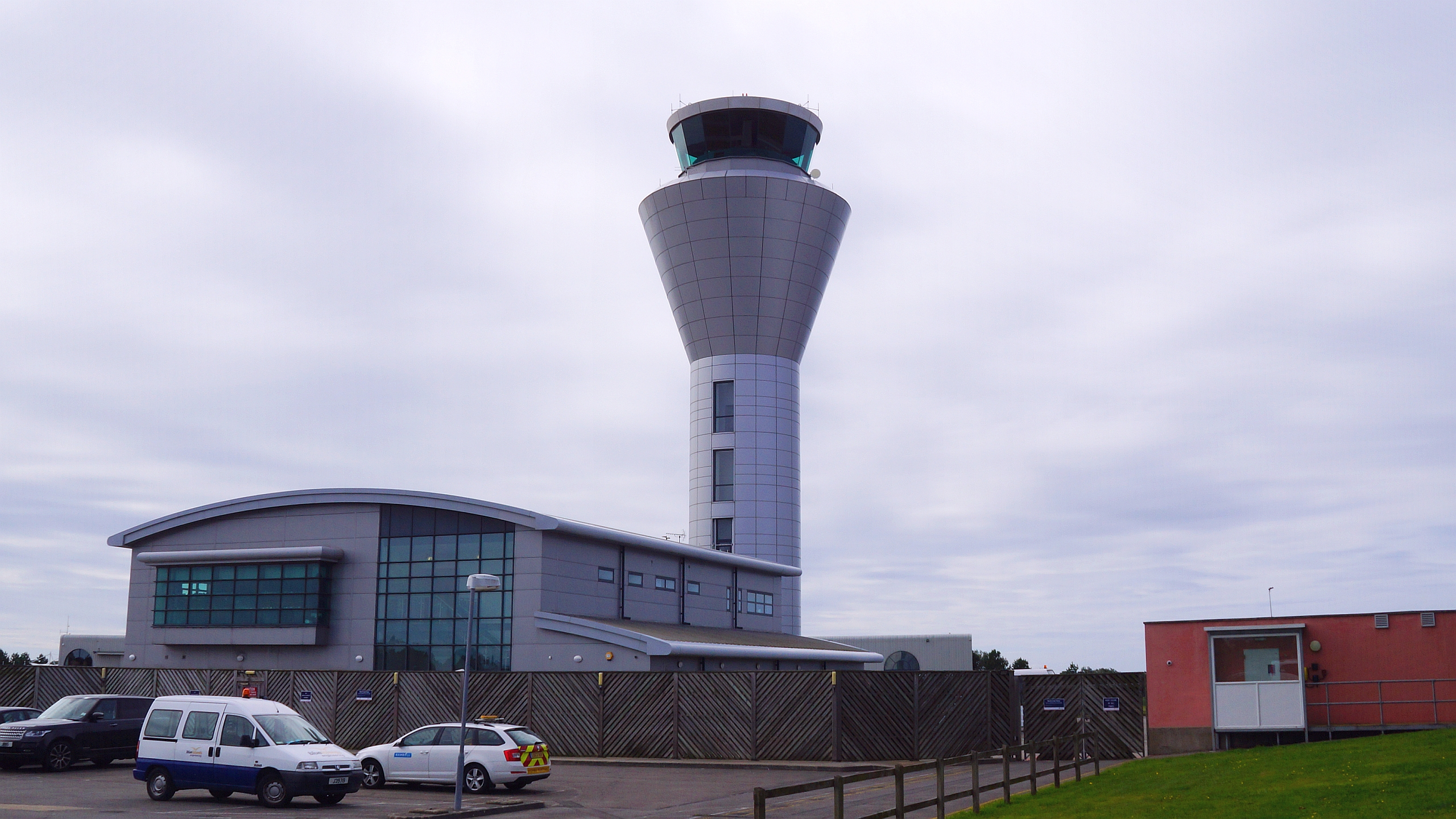
Tower vom Jersey Airport (IATA: JER - ICAO: EGJJ)

Der Flughafen Jersey (IATA-Code: JER, ICAO-Code: EGJJ) liegt in der Gemeinde Saint Peter auf der Kanalinsel Jersey.

## Geschichte
Vor 1937 gab es Flugverbindungen nach Jersey nur mit Doppeldeckern und einigen Wasserflugzeugen, die den Strand der St. Aubin’s Bay nutzten. Unter den Fluggesellschaften, die diese Verbindungen anboten, waren die Jersey Airways und die Imperial Airways. Aber die Bedingungen für Landungen und Starts waren schwierig und der Zeitplan wurde durch die Gezeiten bestimmt. Es musste darauf geachtet werden, dass sich während des Betriebs keine Passanten im Landegebiet aufhielten. Trat an einem Flugzeug ein Defekt auf, so musste es mühsam vom Strand weggezogen werden, bevor die Flut einsetzte.
Das Parlament von Jersey entschied deshalb, einen separaten Flughafen zu errichten. Dieser nahm 1937 seinen Dienst auf. Genutzt wurden vier Graslandebahnen, von denen die längste 896 Meter (2940 Fuß) maß und eine Mittellinie aus Beton besaß. Während der Besetzung im Zweiten Weltkrieg baute die deutsche Luftwaffe Rollwege aus Beton sowie einige Hangars. Einer von ihnen existiert heute noch. Im Jahre 1952 wurde eine 1280 Meter lange Landebahn aus Asphalt eingeweiht und die Graslandebahnen geschlossen. In den folgenden Jahren wurde die Landebahn noch mehrmals verlängert, das letzte Mal 1976, als sie ihre heutige Länge von 1706 Metern erhielt.
Neben der Erneuerung der Start- und Landebahn in den Jahren 2008/2009 wurde der Bau eines neuen Kontrollturms im November 2010 fertiggestellt.

## Abfertigungsgebäude
Das Terminal von 1937 wurde so entworfen, dass der Tower zwischen den An- und Abflugbereichen steht. Es wurde 1976 und 1997 erweitert.

## Zwischenfälle
- Am 4. November 1938 stürzte eine De Havilland DH.86 Express der Jersey Airways (Luftfahrzeugkennzeichen G-ACZN) mit Flugziel Southampton kurz nach dem Start auf ein Feld östlich des Flughafens, wobei alle 13 Flugzeuginsassen sowie ein weiterer Mann, der auf dem Feld arbeitete, getötet wurden.[5]

- Am 14. April 1965 wurde eine aus Paris-Orly kommende Douglas DC-3/C-47B-20-DK der British United (Channel Islands) Airways (G-ANTB) kurz vor dem Flughafen Jersey ins Gelände geflogen. Obwohl bei aufliegenden Wolken und einer Sicht von nur 60 Metern nach den vorgeschriebenen Wettermindestbedingungen keinerlei Anflug zulässig war, entschied der Flugkapitän auch nach einem Durchstarten, einen erneuten Anflug durchzuführen. Dabei kollidierte die rechte Tragfläche des Flugzeugs mit dem nur 18 m hohen äußersten Mast der Anflugbefeuerung, knapp 1 km vor der Landebahn, stieg wieder hoch und drehte sich in die Rückenlage. Dabei brach die rechte Tragfläche ab, die Maschine stürzte senkrecht auf ein Feld und ging in Flammen auf. Der Aufschlagpunkt lag an der Straße Oak Walk in Saint Peter (Jersey).[6] Bei diesem CFIT (Controlled flight into terrain) wurden 26 der 27 Insassen getötet, es überlebte lediglich die Stewardess.[7] Zum Zeitpunkt des Unfalls lagen die Sichtverhältnisse weit unter den für eine Landung zulässigen Minima.[8][9]

- Am 6. August 1970 stürzte eine private Beagle B.206 (G-AVAM) kurz nach dem Start infolge von Triebwerksproblemen ab und brannte aus. Der Pilot, der sich auf einem Alleinflug befand, kam dabei ums Leben.[10]

- Am 24. Dezember 1974 wurde bei einer Handley Page Herald 203 der British Island Airways (G-BBXJ) auf dem Flug von Southampton nach Guernsey aufgrund abnormaler Anzeigen das Triebwerk 2 (rechts) abgestellt. Auf Wunsch der Fluggesellschaft wichen die Piloten zum Flughafen Jersey aus. Bei einer Leistungserhöhung durch den Kapitän, die der Kopilot für einen Durchstartversuch hielt und unaufgefordert das Fahrwerk einfuhr, setzte die Maschine neben der Landebahn auf dem Gras auf, drehte sich um 180 Grad und rutschte rückwärts bis zu einer Straße. Alle 53 Insassen überlebten, 49 Passagiere und 4 Besatzungsmitglieder. Das Flugzeug wurde irreparabel beschädigt.[11][12][13]

- Am 1. Oktober 1980 stürzte eine von Cardiff kommende private Cessna Citation 500 (Luftfahrzeugkennzeichen G-BPCP) beim witterungsbedingten Abbruch des Landeversuchs auf ein Haus und ging in Flammen auf. Der Pilot, der allein im Flugzeug war, kam dabei ums Leben; die vier zum Zeitpunkt des Absturzes im Haus befindlichen Personen erlitten zum Teil schwere Verletzungen.[14]

- Am 16. Juni 2012 brach bei der Landung einer ATR 42-320 der Fluggesellschaft Blue Islands (Luftfahrzeugkennzeichen G-DRFC) aufgrund von Materialermüdung das linke Hauptfahrwerk. Vier der 40 Passagiere erlitten leichte Verletzungen; das Flugzeug musste als wirtschaftlicher Totalschaden abgeschrieben werden.[15]